# Alpensalamander

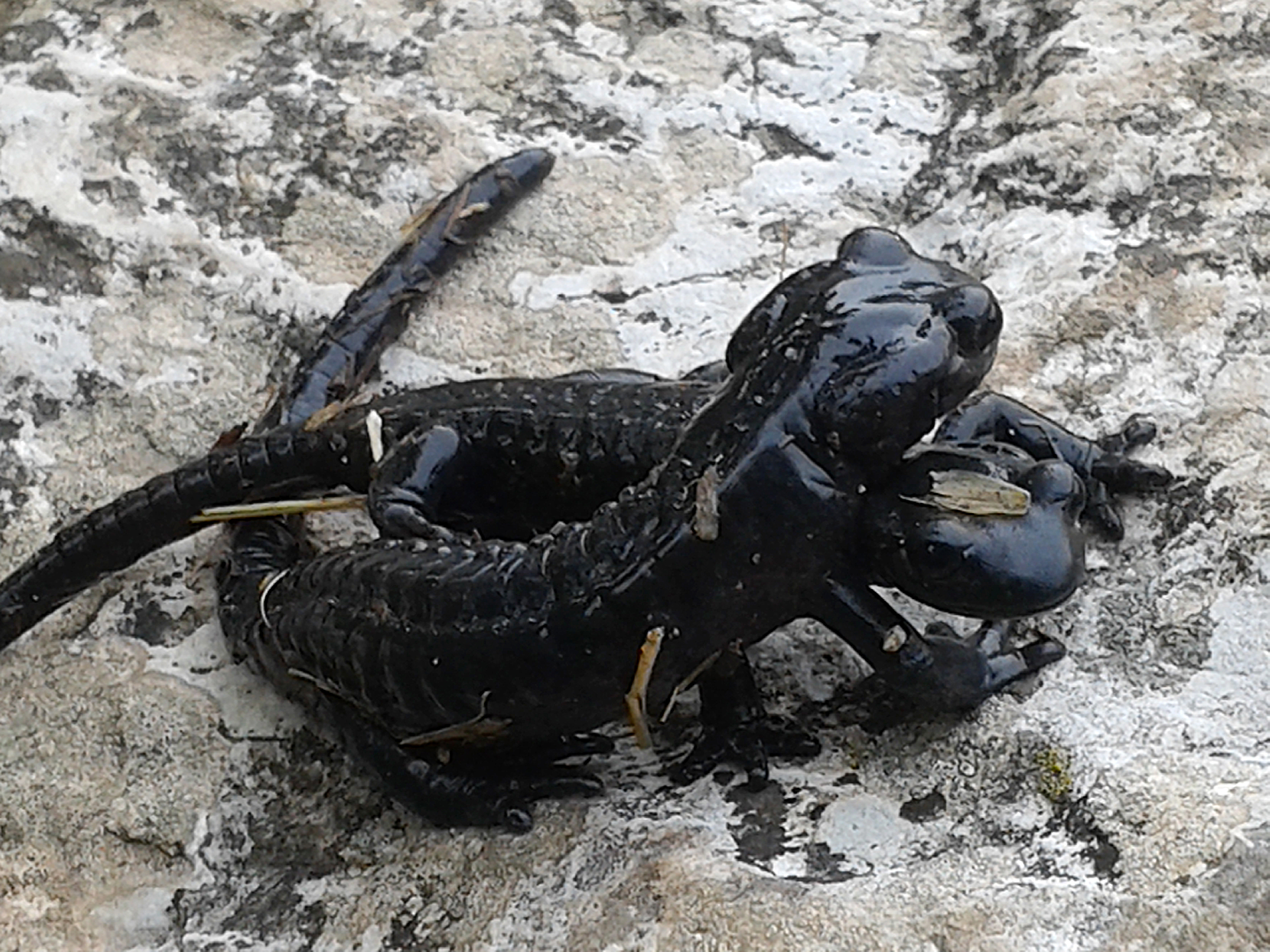
Salamandra atra

Der Alpensalamander (Salamandra atra) ist eine schwarz gefärbte, landlebende Art der Schwanzlurche. Er lebt in einem zusammenhängenden Areal in den Alpen sowie in einzelnen isolierten Populationen in den Dinariden in mittleren bis hohen Gebirgslagen und bevorzugt feuchte Laubmischwälder, Blockhalden und Almwiesen in kalkreichen Lebensräumen mit zahlreichen Unterschlüpfen. Als besondere Anpassung an seinen Lebensraum pflanzt sich der Alpensalamander als eines der wenigen Amphibien vivipar fort und hat unter allen Wirbeltieren die vermutlich längste Tragzeit.

## Beschreibung

### Größe

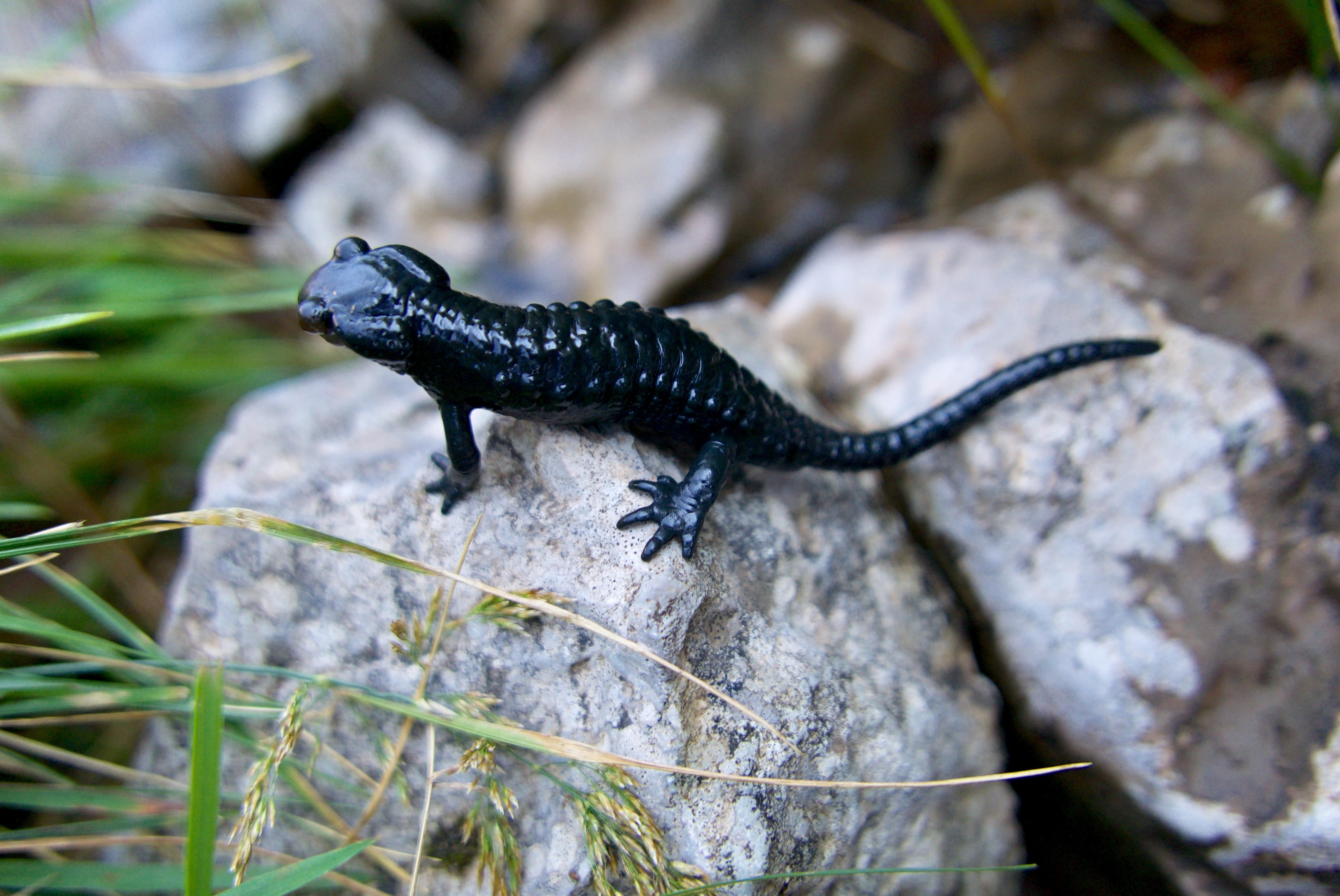
Schwarzer Alpensalamander (Salamandra atra) in den Berchtesgadener Alpen

Die Männchen des Alpensalamanders bleiben durchschnittlich etwas kleiner als die bis etwa 15 cm lang werdenden Weibchen. Im Durchschnitt werden die Tiere 11–12 cm lang. 1444 vermessene Tiere zeigten Längen von 4,9 bis 14,4 cm für Männchen und bis 15,1 cm für Weibchen. Weibchen der mit dem Alpensalamander früher verwechselten Art Lanzas Alpensalamander (Salamandra lanzai) können jedoch bis 17 cm lang werden. Größenunterschiede zwischen den Unterarten können mehrheitlich auf Differenzen der Höhenstufen, Altersstruktur und ökologische Faktoren wie das Futterangebot zurückgeführt werden.

### Äußere Merkmale

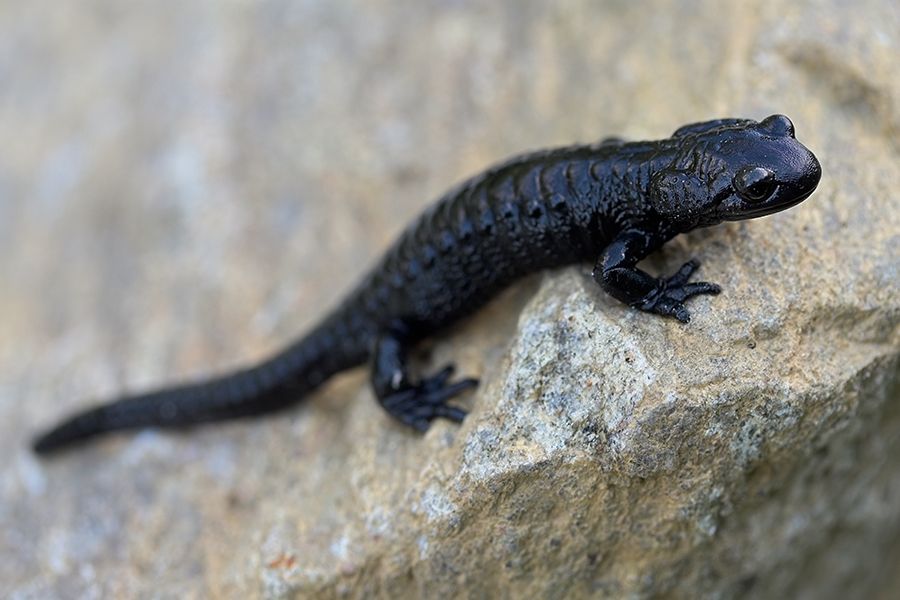
Alpensalamander in Kärnten

Die Tiere sind – mit Ausnahme der Unterart Salamandra atra aurorae, deren Rücken eine unregelmäßig begrenzte schmutziggelbe Färbung hat – einheitlich lackschwarz gefärbt und wirken etwas weniger gedrungen als Feuersalamander (Salamandra salamandra). In gesundem Zustand sind die Tiere glänzend. Unterseits ist die Färbung bleigrau und hier verläuft eine Längsrinne bis zum Schwanz. Das Männchen lässt sich vom Weibchen äußerlich durch eine etwas stärker vorgewölbte Kloake unterscheiden.
An dem vom Rumpf deutlich abgesetzten Kopf, der in seiner Form breiter als lang ist und eine abgerundete Schnauze hat, sind neben den schwarzen Augen auch die hervortretenden Ohrdrüsen (Parotiden) gut zu erkennen. Entlang der Körperflanken besitzen die Tiere eine Reihe von warzigen und rundlichen Erhebungen, die Drüsenausgänge enthalten. Der Rumpf wird seitlich durch elf bis dreizehn Rippenfurchen segmentiert. Der Schwanz ist nicht so lang wie der Rumpf und in seinem Querschnitt beinahe viereckig; er endet relativ spitz.

## Paläontologie
In der Gamssulzenhöhle im Toten Gebirge wurde der Alpensalamander zusammen mit anderen Amphibien auf Grund radiometrischer Daten für das Spätglazial (14.000–10.000 v.H.) nachgewiesen.

## Karyotyp
Wie bei allen europäischen Salamandriden ist die Chromosomenzahl 2n = 24.

## Verbreitung

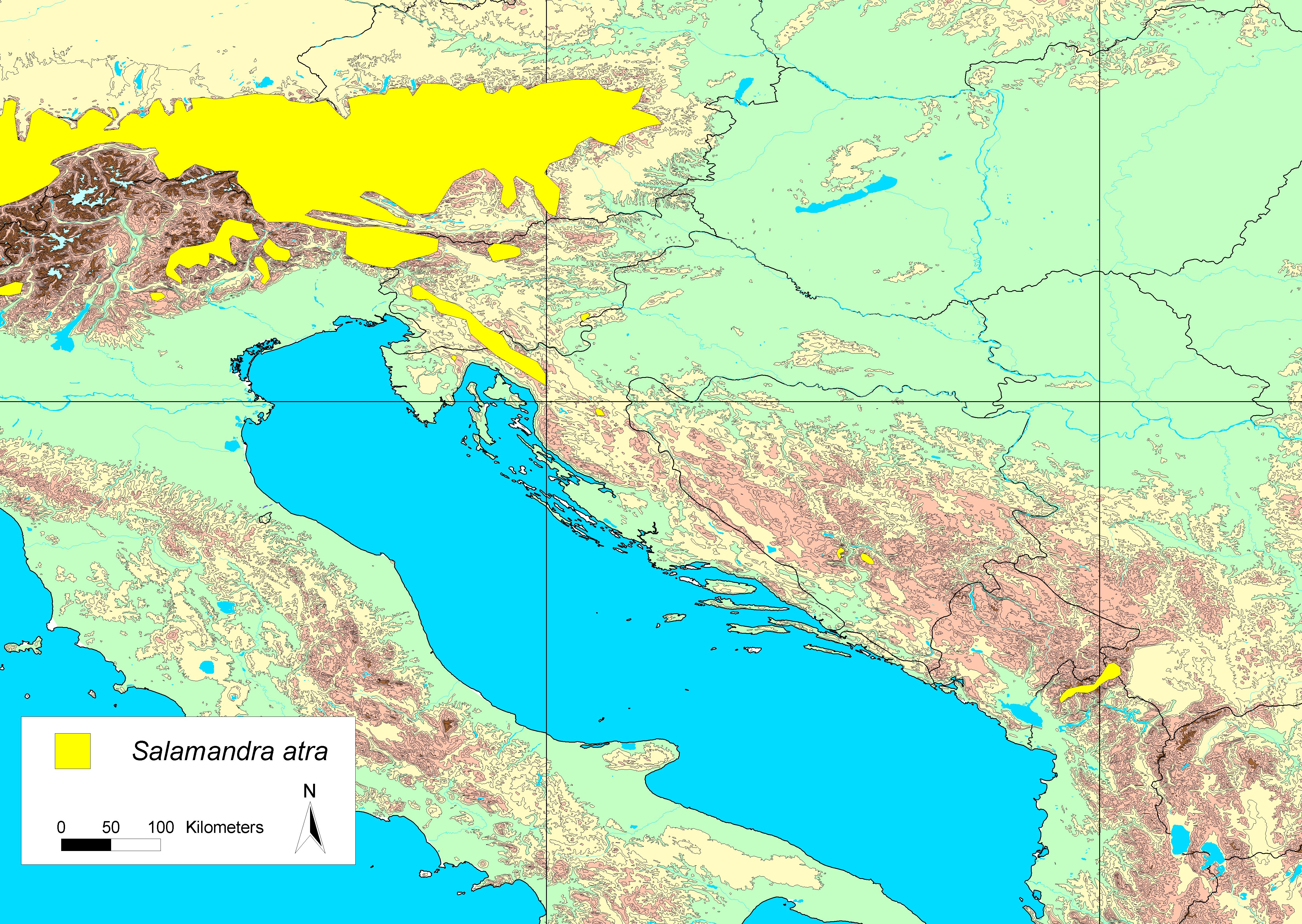
Verbreitung des Alpensalamanders in den Ostalpen

Der Alpensalamander ist ein Endem der mitteleuropäischen Fauna mit Verbreitungszentrum in den Alpen. Außer in den Alpen und deren vorgelagerter Flyschzone – etwa vom Rhonetal oberhalb des Genfersees durch die Zentral- und Ostalpen in der Schweiz, Liechtenstein, Österreich und Norditalien – trifft man die Art im Dinarischen Gebirge bis ins Prokletije-Massiv. Der Schwerpunkt der deutschen Vorkommen befindet sich in den nördlichen Kalkalpen Bayerns und stellt die nördlichste Verbreitungsgrenze dar. Der südöstlichste Fundort im Prokletije liegt im Valbona-Tal im Dragobia in Albanien sowie im Raški do Tal an der Grenze zwischen Montenegro und Serbien. Allgemein ist die Verbreitung des Alpensalamanders trotz seines teilweise häufigen Auftretens selbst in den Alpen nur ungenügend bekannt.
Auffällig ist das Fehlen des Alpensalamanders in den trockenen Teilen der Zentralalpen. So erreicht die Art das Wallis nur am Nordrand an zwei Punkten und meidet das Trockental der Rhone. Ältere Angaben für das Tessin gelten als unbelegt. Wallis und Engadin stellen Verbreitungslücken dar. In der Schweiz wird somit nur der nördliche Alpenbogen durchgehend besiedelt. Südlich Rhone und Berner Alpen kommt er nicht mehr vor. Einzelne weit verstreute Beobachtungen im Wallis bedürfen dabei jedoch wegen ihrer isolierten Lage einer Bestätigung. In der Westschweiz reicht das Vorkommen bis an die Landesgrenze. Das Inntal wird nirgends besiedelt.
An der kalkalpinen Abdachung der Südalpen tritt die Art wieder auf, allerdings eher selten und in verstreuten Isolaten, vom Aostatal über das Piemont bis zur Lombardei (südlich des Veltlins). Aus dem Veltlin selbst sind keine zuverlässigen Nachweise bekannt. Weiter östlich sind Funde aus dem Adamello und dem Südteil des Ortlermassivs bekannt. Aus dem Vinschgau, Stilfser Joch und Raum zwischen Münstertal und Puschlav fehlen Nachweise.
Eine Verbreitungslücke sind auch die Ötztaler Alpen. Erst 2007 konnte im nördlichen, österreichischen Teil ein Fund verzeichnet werden. Die Seltenheit des Alpensalamanders in den Ötztaler Alpen geht einerseits auf den Aufbau des Gebirges aus kristallinem Schiefer zurück, andererseits auf das eher trockene regionale Klima. Die nördlichen Ötztaler Alpen sind mit 110 Regentagen niederschlagsreicher, was als mögliche Erklärung für die neuen Funde herangezogen wird.
Südlichster Punkt des zusammenhängenden Siedlungsareals in den Alpen ist der Ternowaner Wald in Slowenien. Südlich schließen isolierte Vorkommen der mittleren und hohen Dinariden an. Im Krainer Schneeberg sowie im Kapela-Gebirge in Kroatien ist die Art relativ häufig. Nach einer (echten?) Verbreitungslücke von 200 km besiedelt die Art die Massive beiderseits der Neretva, die Prenj-planina sowie die Čvrsnica in Bosnien und der Herzegowina. Eine weitere (echte?) Verbreitungslücke von 200 km reicht zum Prokletije. Hier wurde der Alpensalamander zuerst nur aus dem Ostteil in silikatischen Gebirgs-Massiven in Montenegro, Kosovo und Albanien beschrieben. Erst 2017 wurde vier weitere Fundstellen aus dem aus basischen Gesteinen aufgebauten westlichen Teil der albanischen Bjeshket e Namuna/Prokletije-Gebirges gemeldet. Eine überraschende Entdeckung kommt aus dem mediterranen Orjen-Gebirge in Montenegro. Hier wurde der Alpensalamander in einer großen Paleodoline in 1570 m Höhe nur 15 km vom Mittelmeer entdeckt. In der Depression des Opuvani do haben sich neben dem Alpensalamander auch Glazialrelikte der Flora erhalten. Dieses Mikrorefugium ist vom allgemeinen Klima der Atmosphäre durch Bildung eines Kaltluftsees abgekoppelt. Durch längere Schneebedeckung, Schmelzwässer und häufige Frostwechsel ist die periglaziale Prozessdynamik ausgeprägt. Der Alpensalamander findet in den so gebildeten periglazialen Schuttdecken und den darauf spezialisierten arkto-alpinen und alpinen Zwergstrauchheiden mit Silberwurz und Stumpfblättrige Weide für ihn geeignete Habitate.
Trotz intensiven Nachforschungen konnte die Art im bosnischen Treskavica Gebirge, wo sie aus konservatorischen Funden des 19. Jahrhunderts belegt ist, nicht mehr nachgewiesen werden. Die im kühlfeuchten Volujak, Bioč und Maglić vermutete Verbreitung wird durch fehlende Funde bei mehreren intensiven Sammelkampagnen nicht gestützt. Demnach ist das Verbreitungsgebiet in Bosnien zurzeit auf das aus Sedimentsteinen aufgebaute Kalk-Gebirge Prenj und Čvrsnica sowie hierüber im Grenzraum Montenegros, Albaniens und Kosovo im Prokletije auf Massive mit metamorpher Gesteinsunterlage beschränkt. Inwieweit die Geologie und das Untergrundgestein sowie die resultierende Geomorphologie und Habitatausstattung für die Verbreitung in den Dinariden erheblich ist, lässt sich zurzeit nicht eindeutig klären. Auffällig ist, dass das häufige Auftreten im Prenj zwischen 1700 und 2000 m durch unzählige Versteckmöglichkeiten in alpine Karstformen gefördert zu sein scheint.

## Lebensraum

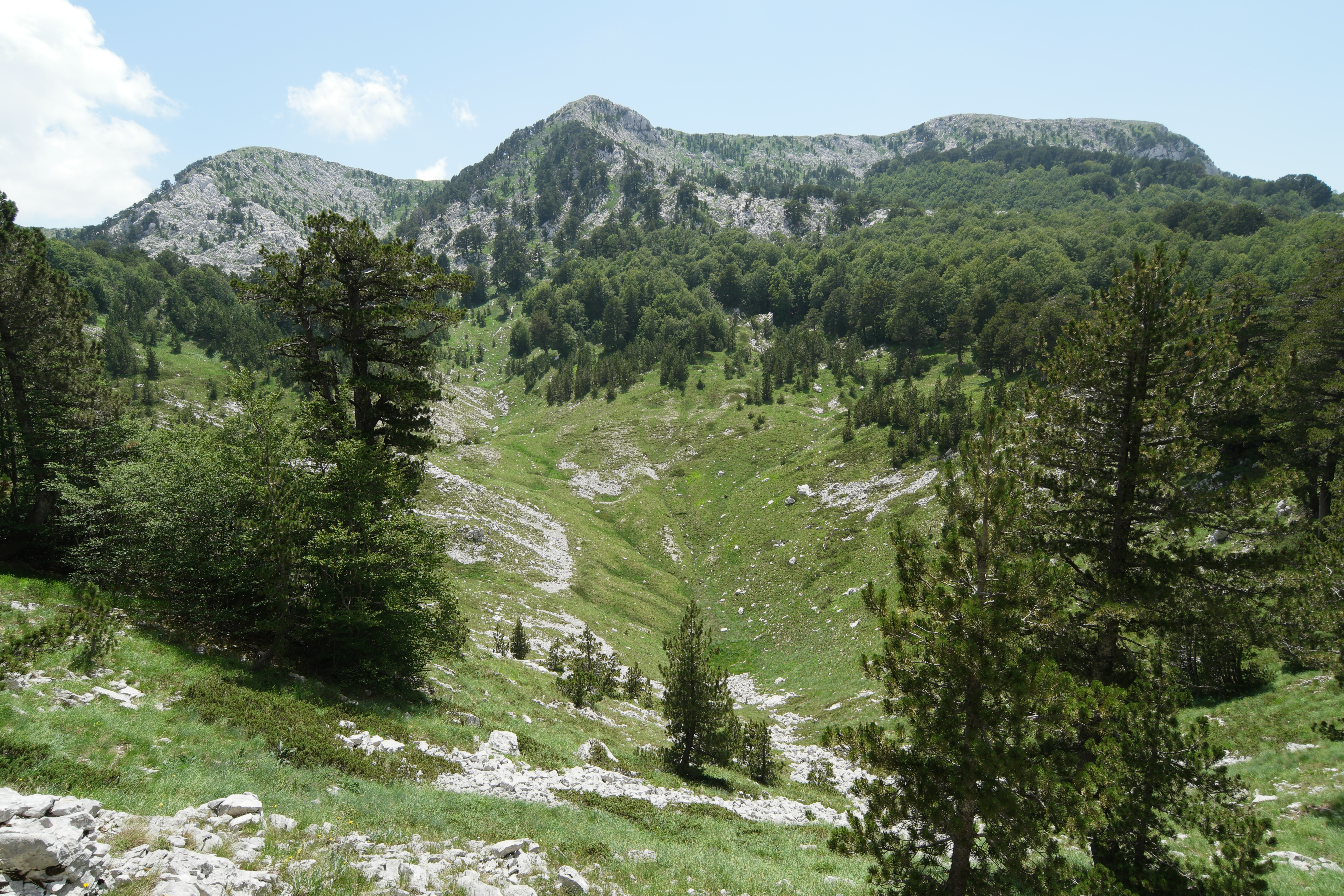
Das Opuvani do in Montenegro beherbergt die südlichste und mittelmeernächste Population von Alpensalamander und Silberwurz in Europa

Die Lebensräume des Alpensalamanders liegen unter anderem in Karstgebieten und Hochgebirgsschluchten. Er kommt in den Alpen meist ab Höhen von 1000 m, regional auch schon ab 800 m NN vor; nur selten findet man Exemplare in tieferen Lagen (Einzelangaben aus der Literatur: 420 m bei Walensee/Schweiz, 430 m in Österreich). Manchmal können solche Funde auch auf die Verdriftung von Tieren mit reißenden Bächen zurückzuführen sein. Die höchsten Einzelfundorte liegen bei 2800 m in Kärnten/Österreich und 2400 m in der Schweiz; in den deutschen Alpen steigt die Art selten über 1600 m, ausnahmsweise bis auf 1900 m. Überwiegend werden feuchte Laub- und Bergmischwälder in der Nähe von Gebirgsbächen besiedelt, oberhalb der Baumgrenze Biotope wie feuchte Alpenweiden, Zwergstrauchheiden und Schutthalden. Hier ist der Alpensalamander unter Steinen oder Totholz anzutreffen.
Günstige Habitate für dichte Populationen sind stabilisierte Block- und Schutthalden, Fettwiesen Waldränder und Bergwälder. Innerhalb der Wälder werden reine Nadelwaldpartien eher gemieden, Laub-Nadel-Mischwälder und vor allem Laubwaldpartien bevorzugt. Die größten Dichten finden sich entlang kleiner Waldbäche oder in Gischtzonen am Fuß von Wasserfällen. Auch Schluchten bieten gute Lebensbedingungen.
Der Alpensalamander tritt dabei eher an Standorten mit bodenbasischer Reaktion und hohen pH-Werten auf. Dies erklärt auch, dass für ihn Standorte mit saurer Bodenreaktion problematisch sind. Hieraus ist auch erklärbar, dass er häufiger in Laub- als in Nadelwäldern mit niedrigen pH-Werten auftritt. Düngung wirkt sich positiv auf sein Vorkommen aus, da Fettwiesen feuchter als magere Wiesen sind. Der Alpensalamander ist standorttreu; sein Lebensraum ist nur wenige Quadratmeter groß. Schnelle Habitatänderung ist daher ungünstig für die langfristige Etablierung. Da Salamander-Populationen einen sehr langsamen Generationswechsel besitzen, können Anpassungen an starke Lebensraumänderungen nur erst nach mehreren Jahrzehnten erfolgreich sein.
Zum Feuersalamander ist der Lebensraum grob gesehen allopatrisch; ihre Areale ergänzen sich und können sich nur in den Nordalpen in einem Streifen von einigen Kilometern Breite überschneiden. Entlang der Voralpen in einer Höhe von 700–900 Metern besiedeln die beiden Salamander die gleichen Wälder. Beide Arten wurden beispielsweise unter der gleichen Steinplatte aufgelesen.

## Ökologie
Die wesentlichen Randbedingungen sind durch Temperatur, Feuchtigkeit (die idealerweise bei etwa 85 Prozent liegen sollte) und Bodenstruktur vorgegeben. Schluchten, Bachtobel, Quellfluren und Gischtzonen werden nur soweit besiedelt, wie durch die Bodenstruktur Staunässe vermieden wird. Bis jetzt ist nicht bekannt, ob an Orten mit periodischen Inundationen wie Hochwasser nach Schneeschmelze eine lokale saisonale Wanderung der Tiere stattfindet. Eine schützende Schneedecke im Winter scheint notwendig, da Südhänge kaum oder nur spärlich besiedelt werden. Der Alpensalamander verträgt keine Austrocknung und meidet windausgesetzte sowie Standorte mit hohen Temperaturen. In lichten Laubwaldzonen werden bis zu 120 Individuen/ha, bei dichter Vegetation 64 Individuen/ha geschätzt. Die größten Vorkommen, pro Fläche gerechnet, wurden bei Alpweiden, Zwergstrauchheiden und überwachsenen Schuttkegeln mit tiefgründiger, klüftiger und hohlraumreicher Bodenstruktur gefunden und liegen mit 2.000 bis 3.000 Individuen/ha nahe an der lokalen Kapazitätsgrenze. Nach Bergstürzen finden sich Alpensalamander relativ schnell mit guten Beständen ein. Im Bergsturzgebiet Elm (9. September 1888) im Kanton Glarus, einer Schiefer/Flysch-Zone, konnten 100 Jahre später gute Bestände nachgewiesen werden. Die Unterart aurorae besiedelt fast ausschließlich lockere Weißtannenbestände und Mischwälder mit grasbewachsenem Untergrund, wo z. T. recht hohe Individuendichten von 770 Individuen/ha erreicht werden. Die Tiere leben dort jedoch größtenteils unterirdisch und kommen aus den Karstklüften kaum an die Oberfläche.

## Lebensweise und Ernährung
Alpensalamander sind überwiegend nachtaktiv und ernähren sich von tierischer Beute wie beispielsweise Insekten, Spinnen, verschiedenen Larven, Asseln, Schnecken und Regenwürmern. Besonders nach Regenfällen kommen die Tiere auch tagsüber aus ihren Verstecken. Je nach Höhenlage trifft man sie meistens zwischen April und Oktober an, während sie in den Wintermonaten eine lange Winterstarre in unterirdischen Verstecken einlegen.
Als Fressfeinde kommen vor allem Elstern und Alpendohlen in Frage, außerdem gelegentlich die Kreuzotter. Zur Verteidigung scheiden Alpensalamander wie die Feuersalamander ein giftiges Hautsekret aus. Außerdem gehen sie in eine Drohstellung, bei der sie den Kopf anheben und nach hinten abknicken.

## Fortpflanzung und Entwicklung

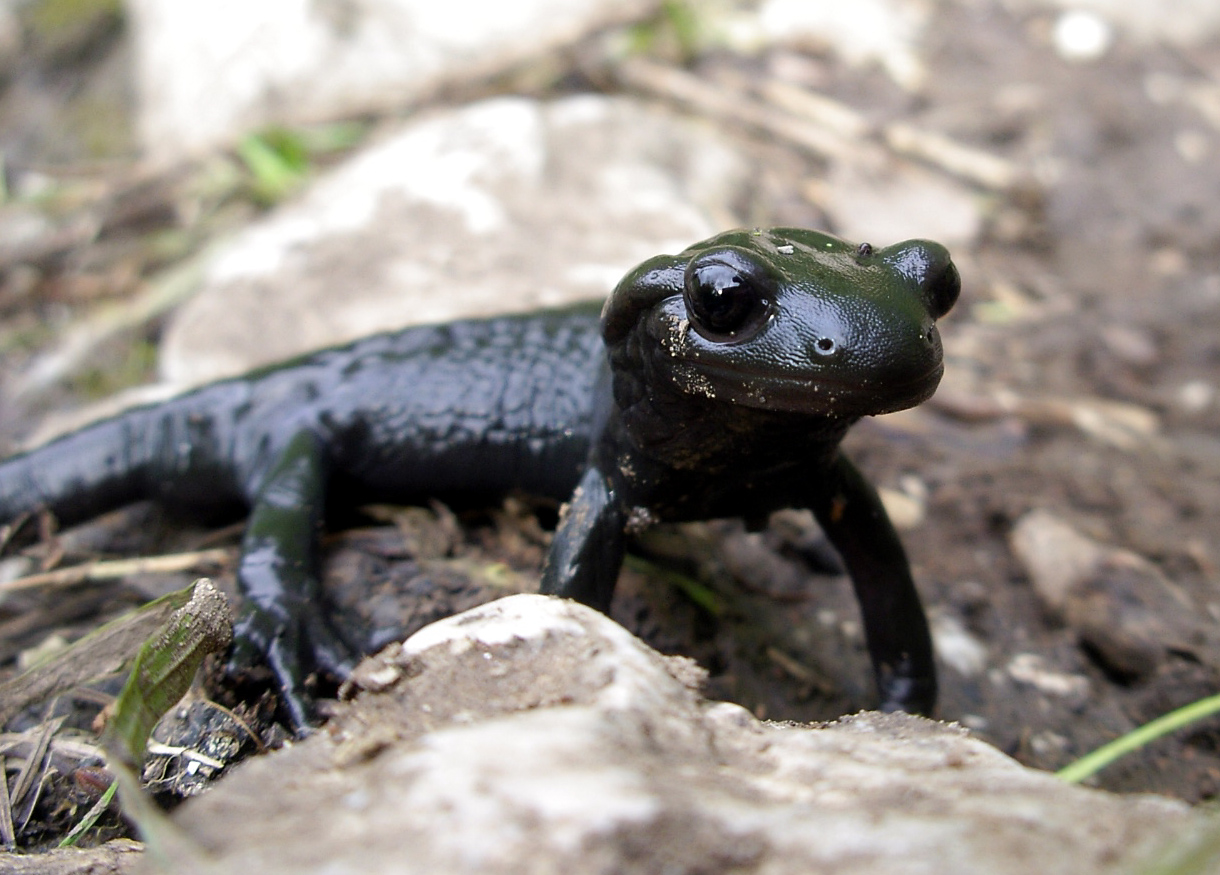
Alpensalamander in Slowenien

Alpensalamander paaren sich außerhalb von Gewässern. Die Entwicklung jeweils einer Larve erfolgt bis zur vollendeten Metamorphose in den beiden Uteri des Weibchens und dauert etwa zwei Jahre (in höheren Lagen bis drei Jahre). Abhängig von Wetter- und Temperaturbedingungen sind die Tiere im Spätfrühling bis Frühsommer balzaktiv. Die Paarung an Land erfolgt während des alpinen Frühjahrs. Für die Paarung verfügen die Männchen über kein anatomisch intromittierendes Organ. Die Weibchen können nach der Aufnahme der ein bis drei Spermatophoren des Männchens die Spermien bis zu zwei Jahre lang in den „Sieboldschen Schläuchen“, speziellen Samentaschen (Spermatheken), befruchtungsfähig speichern. Nach Aufnahme der Spermien erfolgt bei dafür bereiten Weibchen die Ovulation. Je Seite wird meistens nur ein Ei mit einer stattlichen Gallerthülle beim Durchgang durch den Ovidukt versehen. Im Schnitt entwickeln sich nur diese, im sich füllenden Uterus caudal gelegenen Eier. Die restlichen Eier, häufig auch unförmig in der Gestalt, sind, wenn überhaupt nur spärlich mit einer Gallerthülle umgeben und können bald ihre Form gänzlich verlieren und zerfallen. Der aus der Eihülle geschlüpfte Embryo ernährt sich, sobald er anatomisch dazu in der Lage ist, aktiv von den restlichen Eiern. Dieses oophage (eierfressende) Stadium dauert ungefähr 1–2 Jahre, je nach klimatischen Verhältnissen.
Im Gegensatz zu den meisten anderen Amphibien, die ihre Eier (Laich) in Gewässern ablegen und deren Nachkommen ein Larvenstadium mit Kiemenatmung durchmachen, bringen die lebendgebärenden Alpensalamander voll entwickelte Jungtiere zur Welt. Von den gut 50 produzierten Eiern werden jedoch nur ein bis zwei befruchtet. Der Nachwuchs kommt nach mindestens zweijähriger Tragzeit lebend zur Welt. In höheren Regionen kann die Trächtigkeit, bedingt durch niedrigere Temperaturen auch bis zu vier Jahre lang dauern. Die voll entwickelten Jungen sind etwa 5 cm groß und zur Lungenatmung fähig. In naturbelassenen Lebensräumen reicht diese sehr geringe Fortpflanzungsrate für den Fortbestand der Art aus, da die Tiere kaum natürliche Fressfeinde haben.
Die Jungtiere kommen normalerweise im Sommer zur Welt. Die Ernährung erfolgt dabei erst über den im eigenen Ei enthaltenen Dotter, danach durch den Dotter weiterer Eier, die nicht zur Entwicklung kommen. Ist der gesamte Dotter verbraucht, produziert das Muttertier in einem Gewebe im Übergangsbereich vom Eileiter zum Uterus eine zellige Substanz zur weiteren Ernährung der Larven. Die Larven besitzen große, rote Kiemen – vergleichbar anderen, frei im Wasser aufwachsenden Schwanzlurchlarven –, die sie aber vor dem Geburtsvorgang rückbilden und durch Lungen ersetzen. Diese pränatale Kiemenrückbildung unterscheidet die Art vom ebenfalls ovoviviparen Feuersalamander, dessen mitteleuropäische Unterarten kiementragende Larven gebären, die für ihre weitere Entwicklung auf ein Gewässer angewiesen sind. Als einziger mitteleuropäischer Lurch kann der Alpensalamander daher unabhängig von Oberflächengewässern existieren – eine Anpassung an die häufig wasserarmen Lebensbedingungen im Hochgebirge.
Die Reproduktionszyklen umfassen Tragzeiten von mindestens zwei oder mehr Jahren, je nach klimatischen Bedingungen. Vierjährige Reproduktionszyklen wurden auf einer Höhe von 1700 m festgestellt, da die Art jedoch bis 2500 m Höhe steigt, kann in extremen alpinen Höhen ein Reproduktionszyklus von 5 Jahren oder länger vermutet werden. Der Alpensalamander dürfte also die längste Tragzeit aller Wirbeltiere aufweisen.

## Verhalten
Die Hauptaktivitätsphasen fallen in die frühen Morgenstunden (3 bis 7 Uhr), wie sie im Juni/Juli im Üblital im Kanton Glarus in 1500 m Höhe beobachtet wurden. Die Aktivität ist dabei weniger von der Temperatur als von der relativen Luftfeuchtigkeit bestimmt. Ab Temperaturen von 3–5 °C konnten Tiere im Freien beobachtet werden, größere Aktivitäten wurden bei 7–15 °C und über 90 % Luftfeuchtigkeit festgestellt. Bei Luftfeuchtigkeit unter 70 % sind Alpensalamander selten zu beobachten. Tauschlag oder neu einsetzender Regen, nicht aber sitzender Nebel, waren jeweils die besten Feuchtigkeitsspender für das Erscheinen der Tiere. Wind mögen die Tiere gar nicht, Tageslicht (keine direkte Sonne) scheint sie dagegen, bei genügender Luftfeuchtigkeit, nur mäßig zu stören. Bei tagelang anhaltendem Regen nimmt die Aktivität stark ab. Besonders viele Tiere können nach Trockenperioden, denen ein lauer Gewitterregen folgt, erfasst werden. Tagesverstecke sind überwiegend hohlliegende Steine und Steinstrukturen, außerdem Kleinsäugerbaue, liegendes Totholz, Moospolster und Falllaub.
Aktivitätsradien liegen bei 10 m (zwischen 4 und 22 m). Die Tiere scheinen ihre Umgebung zu kennen und wechseln dann und wann ihr Tagesversteck. Beobachtungen während oder kurz nach der Schneeschmelze sind ausgesprochen selten. Auch in tiefen Lagen um 600 m erscheinen sie kaum vor Ende April an der Oberfläche. Wahrscheinlich werden sie erst Wochen nach der Schneeschmelze an der Oberfläche aktiv. Im Juni nimmt die Zahl beobachteter aktiver Alpensalamander deutlich zu und erreicht im Hochsommer, im Juli/August, ihren Höhepunkt. Schneefälle im Sommer unterbrechen die Aktivität für kurze Zeit, können aber im Spätsommer die Oberflächenaktivität vollständig und abrupt beenden. Mit September nimmt die Beobachtungshäufigkeit wieder ab; in der ersten Oktoberhälfte sind nur noch vereinzelt Tiere aktiv.

## Systematik

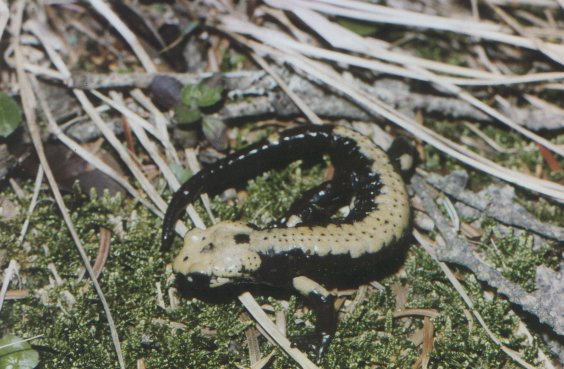
Salamandra atra aurorae

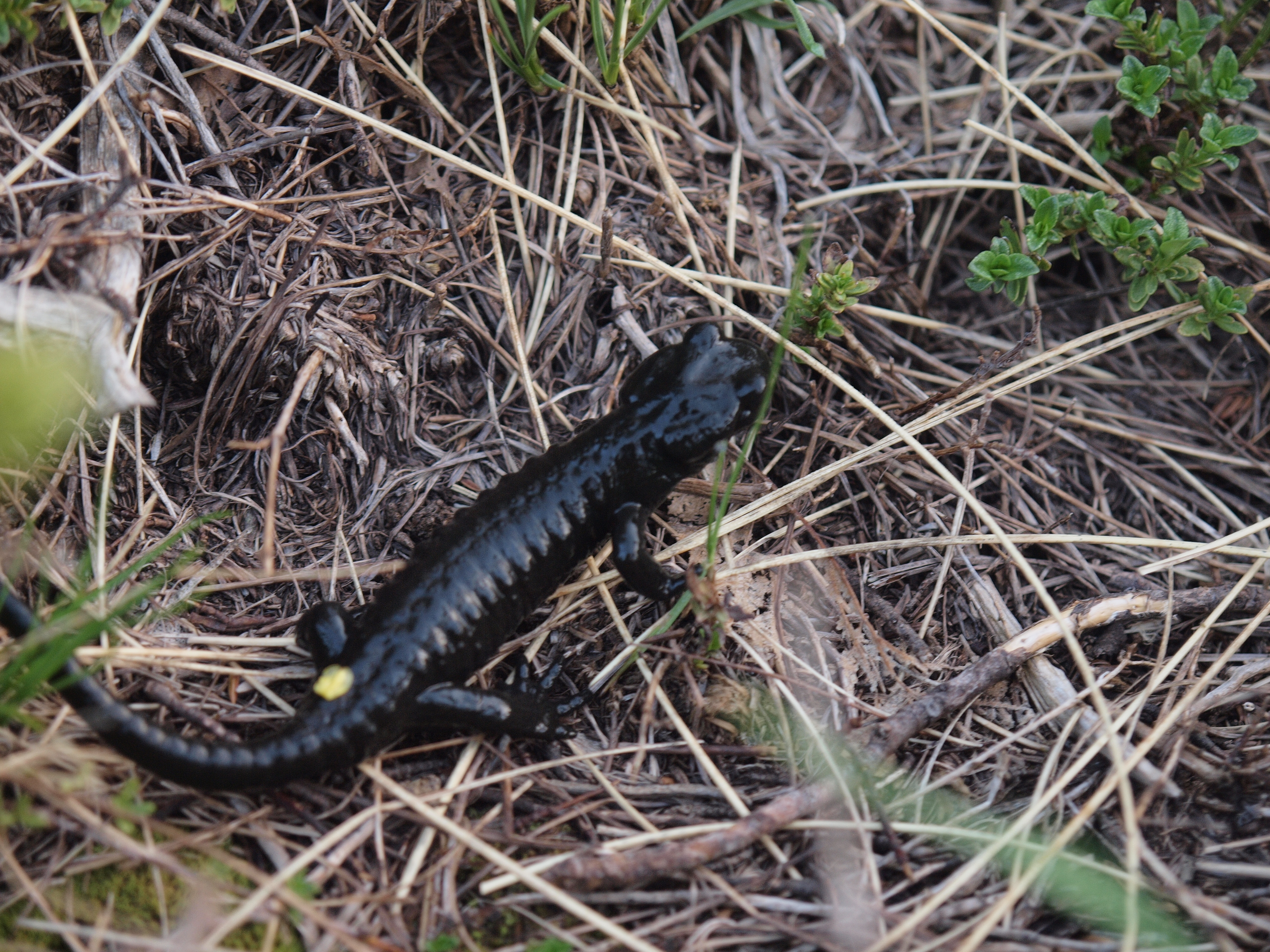
Eine Neuentdeckung der Unterart ssp. prenjensis im mediterranen Orjen-Gebirge in Montenegro erfolgte 2018.

Der Alpensalamander kommt im größten Teil seines Verbreitungsgebietes in seiner Nominatform Salamandra atra atra vor. Als Unterart wird der Aurora-Alpensalamander (Salamandra atra aurorae) angesehen, der nur in der italienischen Provinz Vicenza in Höhenlagen zwischen 1300 m und 1500 m auftritt. Dieser zeichnet sich dadurch aus, dass er in veränderlichen Anteilen eine gelbe Zeichnung aufweist. Alle Tiere zwischen der Pokljuka in den Südostalpen über Snežnik, Velika Kapela, Čvrsnica, Prenj und Prokletije sind genetisch von der Nominatform verschieden und bilden eine Klade. Sie werden, falls ihr Unterartstatus beibehalten wird, zu Salamandra atra ssp. prenjensis gestellt; dieser Status ist allerdings umstritten, da die Unterschiede zur Nominatform im Bereich der normalen Variationsbreite der Tiere liegen. Die infragenetische Unterteilung wurde auch durch die 2018 veröffentlichte Analyse phylogenetischer Verwandtschaftsverhältnisse peripherer Randpopulationen zwischen Südalpen und Zentral-Dinariden noch nicht restlos aufgeklärt. Eine zufriedenstellende taxonomische Differenzierung bedarf damit weiterer Untersuchungen.
2018 wurde von der dinarischen „Unterart“ eine Reliktpopulation innerhalb der submediterranen Zone am Rand des Mittelmeeres im Orjen-Gebirge in Süd-Montenegro entdeckt. Sie deckt eine bisherige 200 km weite, „tatsächliche“(?), Verbreitungslücke zwischen den Gebirgen des Prenj und dem Prokletije. Hierbei wird das mutmaßliche Überdauern dieser vermutlich nur kleinen Restpopulation innerhalb einer mikroklimatischen/mesotopographischen Nische eines Kaltluftsees seit Ende der letzten Eiszeit diskutiert, da er hier mit weiteren glazialen Relikten in der Flora vorkommt. In der näheren Umgebung sowie im Fundgebiet selbst sind diese Relikte außerhalb der betreffenden Karst-Doline nicht mehr verbreitet.
Ein Verwandter des Alpensalamanders ist Lanzas Alpensalamander (Salamandra lanzai), der in den Cottischen Alpen im westlichen Piemont beheimatet ist und dem Alpensalamander sehr ähnlich sieht, jedoch etwa zwei bis drei Zentimeter größer wird und einen robusteren Körperbau sowie ein abgerundetes Schwanzende aufweist. Gelegentlich wird Salamandra lanzai noch als Unterart des Alpensalamanders beschrieben, da aus genetischer Sicht die Variabilität für eine „echte“ Art sehr gering zu sein scheint.
In einigen Regionen wird der Alpensalamander alternativ als Bergsalamander, im ostalpinen Raum (Bayern und Österreich) auch als Bergmandl oder Wegmandl bezeichnet.

## Gefährdung und Schutz

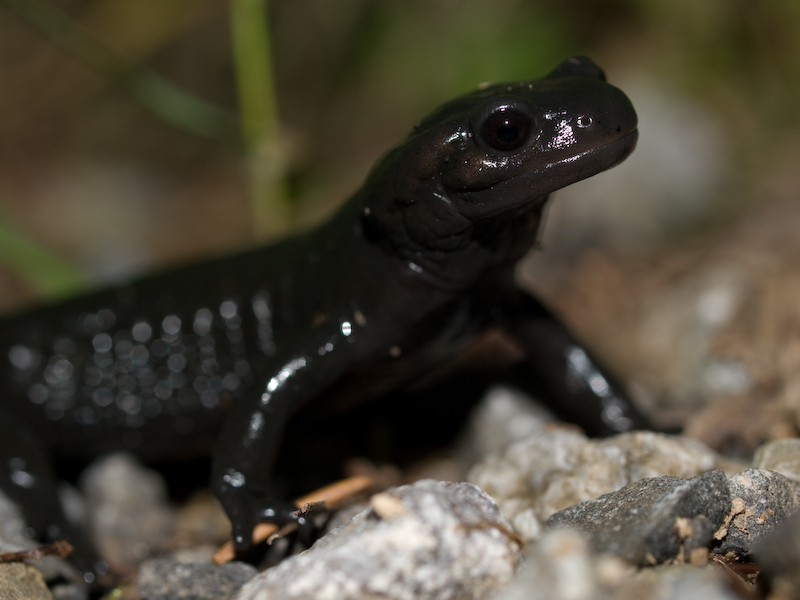
Alpensalamander in der Schweiz

Die geringe Fortpflanzungsrate des Alpensalamanders reicht für den Fortbestand der Art aus, da erwachsene Tiere durch ihre giftigen Hautsekrete geschützt sind und deshalb kaum natürliche Fressfeinde haben.
Aufgrund ihrer regionalen Seltenheit stehen Alpensalamander in Deutschland, Österreich und der Schweiz unter strengem Schutz. In ihren Vorkommensgebieten sind sie mitunter sogar ziemlich häufig, so dass eine akute Gefährdung der Art nicht vorliegt. Vielmehr sind sie regional durch die Zerstörung ihres Lebensraumes bedroht, der nur innerhalb der Alpen und weniger anderer europäischer Hochgebirge existiert und entsprechend einzigartig ist. Vor allem aufgrund sehr begrenzter Verbreitungsgebiete sind die Unterart Salamandra atra aurorae und die französischen Populationen des Alpensalamanders besonders bedroht und müssen entsprechend geschützt werden.

### Gesetzlicher Schutzstatus (Auswahl)
- Alpensalamander bei www.wisia.de

- FFH-Richtlinie: Anhang IV (streng zu schützende Art)
Unterart S. a. aurorae: zusätzlich Anhang II (es sind eigens Schutzgebiete auszuweisen)
- Bundesnaturschutzgesetz (BNatSchG): streng geschützt

### Nationale Rote-Liste-Einstufungen (Auswahl)
- Online-Übersicht bei www.amphibienschutz.de
- Rote Liste der Bundesrepublik Deutschland: nicht gefährdet[24]
- Rote Liste Österreichs: NT (Gefährdung droht)
- Rote Liste der Schweiz: LC (nicht gefährdet)